# Боси-Кодряну, Николае

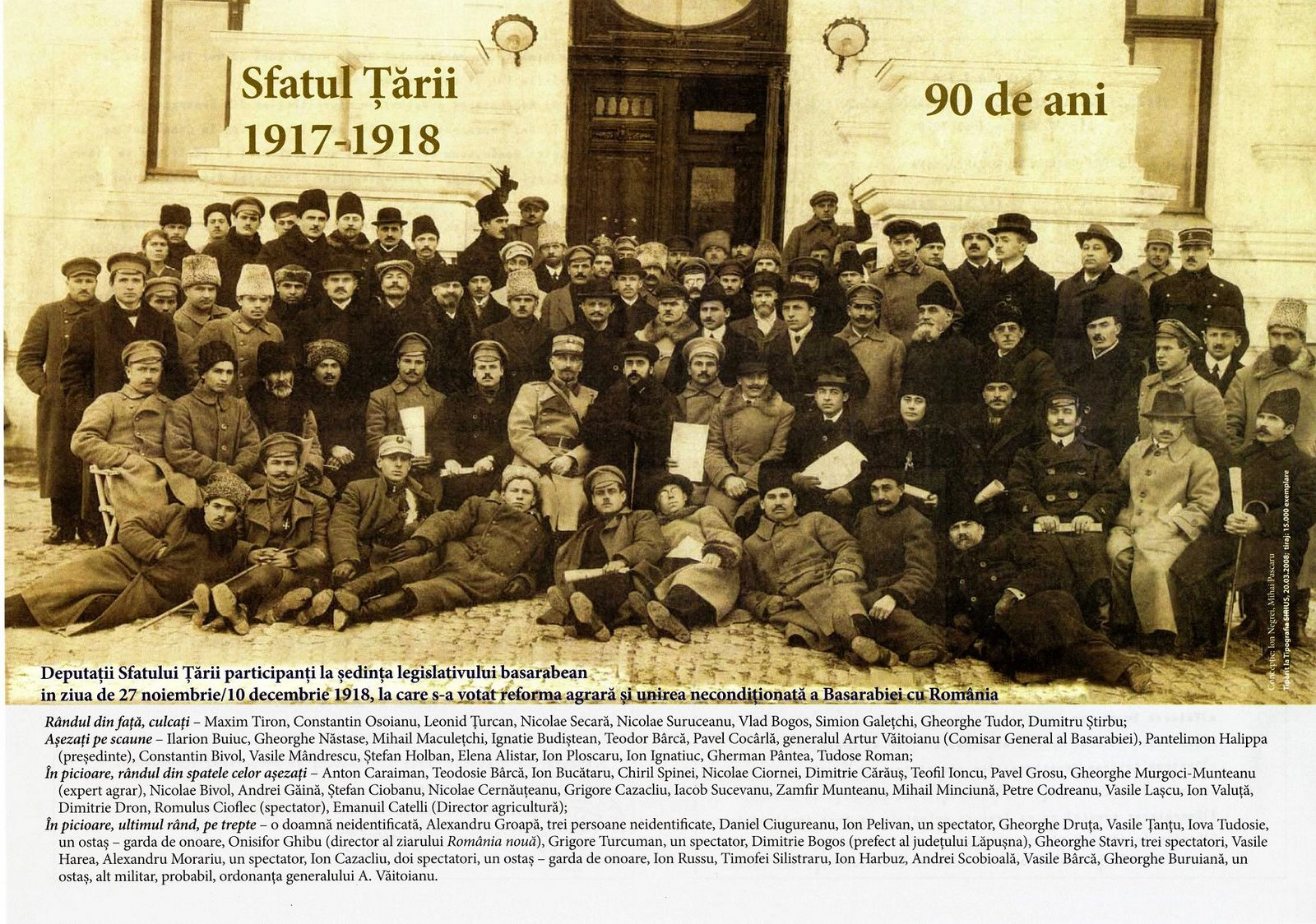
Члены Сфатул Цэрий (Молдавского парламента) в 1917—1918 годах.

Николае Боси-Кодряну (рум. Nicolae Bosie-Codreanu; 1885, Новоселица — ?) — бессарабский политический и государственный деятель.
Инженер, работал на руководящих постах в Министерстве строительства в Бухаресте.
Политик. Член Сфатул Цэрий (Молдавского парламента) в 1917—1918 годах. Голосовал за союз с Бессарабии с Румынией. В декабре 1917 — январе 1918 — член кабинета министров Молдавской демократической республики. Занимал пост директора железных дорог, почтовых, телеграфных и телефонных связей (Director general responsabil pentru căile ferate, poşte, telegraf şi telefon).